# Tromatobia dilutula
Tromatobia dilutula är en stekelart som först beskrevs av Pierre L. G. Benoit 1953.  Tromatobia dilutula ingår i släktet Tromatobia och familjen brokparasitsteklar. Inga underarter finns listade i Catalogue of Life.